# Кочерга Іван Антонович
Кочерга́ Іва́н Анто́нович (24 вересня [6 жовтня] 1881, Носівка, нині місто Чернігівської області — 29 грудня 1952, Київ) — український письменник-драматург.

## Життєпис
Народився 24 вересня (6 жовтня) 1881 року в містечку Носівка на Чернігівщині в сім'ї залізничного службовця, що зумовлювало часті переїзди. Лише 1891 p. їхня родина оселяється на постійне проживання в Чернігові, де 1899 р. він закінчує гімназію. Відтак їде до Києва і вивчає право на юридичному факультеті. По закінченні університетських студій в 1903 р. повертається до Чернігова і стає на службу чиновником у контрольній палаті. З 1904 виступає з театральними рецензіями на сторінках чернігівських газет. 1910 р. пише першу п'єсу (російською мовою) «Пісня в келиху» (вперше поставлена в Харківському Народному театрі лише 1926 р. в перекладі Павла Тичини під назвою «Легенда про пісню», п'єса успіху не мала). Нова п'єса — «Дівчина з мишкою» (рос. мовою, 1913) мала помітний, хоч і скандальний успіх.
1914 р. І. Кочерга переїхав у Житомир. П'єси російською мовою «Вигнанець Ваґнер» (1921), «Зубний біль сатани» (1922) та «Викуп (Весільна поїздка Марусі)» (1924) завершують певний етап драматургічного розвитку письменника. В цей період творчого життя письменник починає писати українською мовою.
1925 р. він завершує роботу над п'єсою «Фея гіркого мигдалю». 1927 р. — пише нову п'єсу «Алмазне жорно».
1928 р. — кілька п'єс, безпосередньо пов'язаних тематикою і проблематикою з тогочасною дійсністю.
В цей період І. Кочерга з посади ревізора житомирської робсельінспекції переходить працювати літредактором у міську газету «Робітник», а згодом — у «Радянську Волинь».

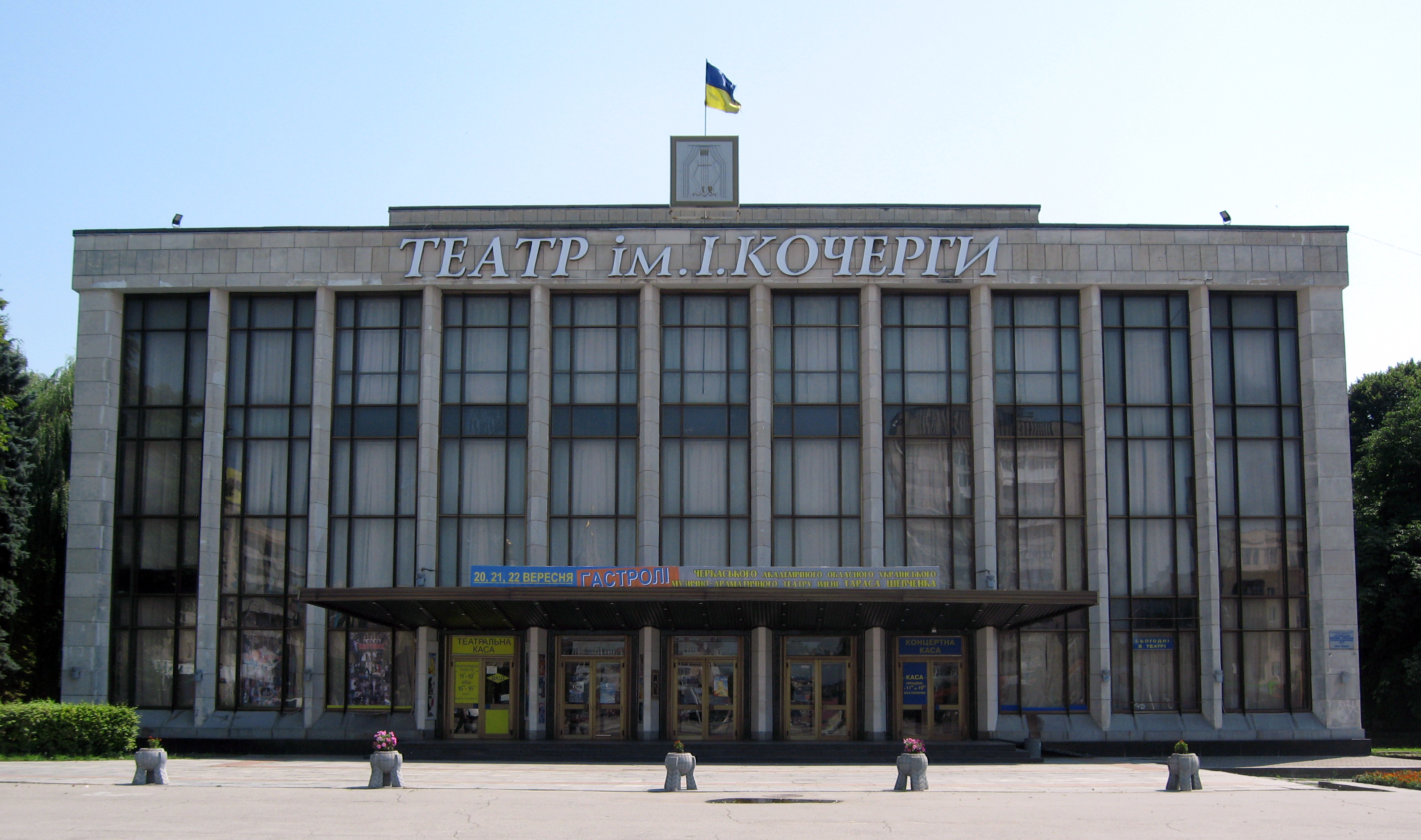
Обласний музично-драматичний театр ім. І. Кочерги в м. Житомирі

Він пише комедію «Натура і культура» (1928), драму-феєрію «Марко в пеклі» (1928) і низку так званих «кооперативних» п'єс, типових для 20-х років агіток. Вистава «Марко в пеклі» в харківському Червонозаводському театрі (режисер В. Василько, худ. Борис Косарєв) мала успіх, але до самої п'єси рецензенти поставилися стримано. В 1929 p. в Житомирі відбулися гастролі Другої державної української опери Правобережжя (липень-серпень), театру української Музкомедії і драми під керівництвом Д. Гайдамаки (жовтень-листопад) та інших колективів і окремих виконавців. І. Кочерга, який в попередні роки лише зрідка виступав у пресі, активізує свою критичну діяльність. З 14 липня по 9 серпня 1929 p. він друкує в газеті «Робітник» 11 лаконічних, але глибокозмістовних рецензій на вистави театру української опери — це чи не більше, ніж за всі 1922—1928 pp. Він пише чимало п'єс: драматична поема «Свіччине весілля» (1930; інша назва «Пісня про Свічку»), водевіль «Ліза чекає погоди…» (виданий 1931 р.), п'єса «Майстри часу» (інша назва «Годинникар і курка», 1933). Драматичну поему «Свіччине весілля» поставлено лише 1935 р. в Запоріжжі й тільки після цього вона почала тріумфальний хід по сценах десятків театрів. П'єса «Майстри часу», попри те, що спочатку була відхилена українським реперткомом, на Всесоюзному конкурсі драматургічних творів у 1934 p. дістала (під назвою «Годинникар і курка») третю премію.

Меморіальна дошка І. Кочерзі на будинку письменників Роліт у Києві

1934 р. І. Кочерга переїздить до Києва, отримує квартиру в будинку письменників Роліт і поринає в активну громадську, критико-публіцистичну та творчу роботу. Продовжує художню розробку проблемних філософських питань, працює і над кіносценаріями, перекладами.
З початку німецько-радянської війни евакуйований до Уфи, де редагує газету «Література і мистецтво» й працює в Інституті літератури АН УРСР.
Редагуючи газету «Література і мистецтво» в Уфі, Іван Кочерга знаходив час для творчої роботи. У роки Німецько-радянської війни побачили світ його п'єси «Чаша» (1942) і «Нічна тривога» (1943). Башкирський літературний критик Суфіян Сафуанов розповідав, що виступаючи в газеті 28 листопада 1941 року з статтею «Правда і творчість безсмертні», Іван Кочерга писав: «Зараз я працюю над лібрето для опери на історичному матеріалі про участь башкирського народу у Вітчизняній війні 1812—1814 років». Суфіян Сафуанов виявив в рукописному відділі Інституту літератури імені Т. Г. Шевченка АН УРСР рукопис лібрето драматурга під назвою «Доля героя». У ній, розповідає дослідник, йдеться про героїзм башкирського полку, який пішов воювати проти французьких загарбників, про відважного старшину цього полку Сафіра Чулпанова. З тексту лібрето видно, що автор вивчив історичні матеріали та мемуарні твори про участь башкирів у Вітчизняній війні 1812 року, твори башкирського творчості. На жаль, задум драматурга залишився незавершеним.
Повернувшись 1944 до Києва, І. Кочерга пише романтичну драму «Ярослав Мудрий» (1944, друга редакція — 1946). Драма задумана як історична трагедія, але деяка ідеалізація самого образу князя не дозволила автору домогтися по-справжньому трагедійного звучання твору. Як романтична ж драма «Ярослав Мудрий» є високим досягненням в українській літературі.
В 1946 написаний твір «Досить простягти руку». В одноактівці «Зубний біль сатани» реалізований задум п'єси, який автор нотував ще в 1910-х роках.
В 1948 написана драматична поема про Т. Г. Шевченка «Пророк» (1948).

Могила Івана Кочерги

Помер 29 грудня 1952 року. Похований у Києві на Байковому кладовищі (ділянка № 1).

## Нагороди

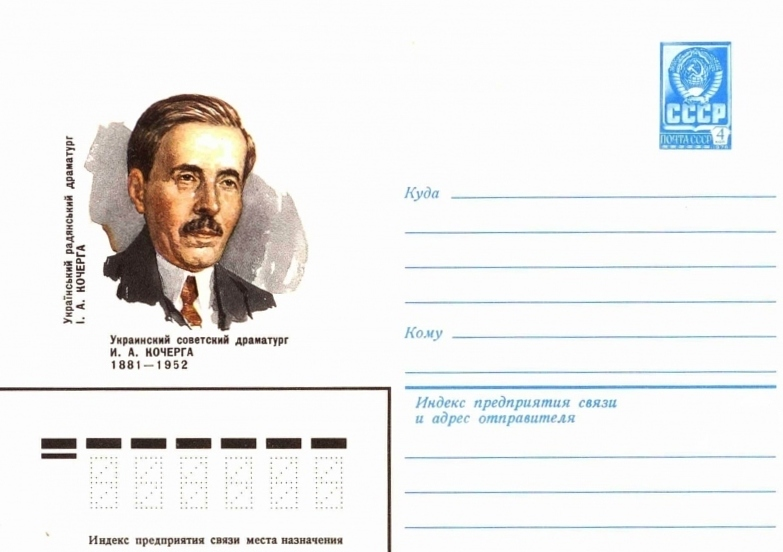
Радянський маркований конверт, 1981

- Орден Святого Станіслава 3-го ступеня (1915)
- Заслужений діяч мистецтв України (1950)

## Твори
Україномовні твориПерелік:
- «Фея гіркого мигдалю». (Харків: Рух, 1926)
- «Алмазне жорно» [Архівовано 24 вересня 2020 у Wayback Machine.] (1927)
- «Натура і культура» (1928)
- «Марко в пеклі» (1928)
- «Пісня про Свічку» (Харків: Рух, 1930, у пізнішому варіанті «Свіччине весілля» (1935)
- Кочерга І. Павук у колгоспі: комедія на 4 дії / Іван Кочерга. — Харків ; Київ: Літ. і мистецтво, 1930. — 71, 1 с. — (Театральна бібліотека). [Архівовано 29 вересня 2020 у Wayback Machine.]
- Кочерга И. Часовщик и курица: пьеса в 4 д. / Ив. Кочерга. — М. : Гос. изд-во худож. лит., 1934. — 129, 2 с. [Архівовано 23 січня 2021 у Wayback Machine.]
- «Ліза чекає погоди…» (1931)
- «Майстри часу» (Харків: Рух, 1931, інша назва «Годинникар і курка»)
- «Чаша» (1942)
- «Ярослав Мудрий» (1944, друга редакція — 1946)
  - (переклад англійською) Yaroslav the Wise. A Drama in Verse. Translated from Ukrainian: Walter May. Kyiv: Dnipro, 1982
- «Досить простягти руку» (1946)
- «Пророк» (1948)

Збірки
- Драматичні твори. Київ: Держлітвидав, 1938
- Драматичні твори. Київ: Укрдержлітвидав, 1944
- Твори в трьох томах. Київ-Харків: Дердлітвидав, 1956
- Радість мистецтва. Збірник театральної публіцистики. Київ: Мистецтво

Російськомовні твори
- «Пісня в келиху» (рос. мовою в оригіналі, 1910
  - (переклад українською) Українською перекладена Павлом Тичиною й вперше поставлена в Харківському Народному театрі 1926 році під назвою «Легенда про пісню»)
- «Дівчина з мишкою» (рос. мовою в оригіналі, 1913)
- «Цитата з книги Сіраха» (рос. мовою в оригіналі, 1914)
- «Полювання на єдинорога» (рос. мовою в оригіналі, 1915)
- «Півгодини кохання» (рос. мовою в оригіналі, 1916)
- «Жінка без обличчя» (рос. мовою в оригіналі, 1917)
- «Вигнанець Ваґнер» (рос. мовою в оригіналі, 1921)
- «Зубний біль сатани» (рос. мовою в оригіналі, 1922)
- «Викуп (Весільна поїздка Марусі)» (рос. мовою в оригіналі, 1924)

### Академічні видання творів
- Іван Кочерга. Драматичні твори / упорядк. та прим. В. Брюховецького, М. Острика; вступ. ст. В. Брюховецького — К. : Наукова думка, 1989—736 с. : іл (Б-КА РАД. УКР. Л-РИ). ISBN 5-12-009284-5.